# غرابليفتسي
غرابليفتسي (بالبلغارية: Гръблевци)‏ قرية تقع إدارياً ضمن بلدية غابروفو ‏ في بلغاريا. ويبلغ عدد سكانها 18 نسمة حسب تعداد 15 مارس 2015. تعتمد غرابليفتسي للبريد على الرمز البريدي 5300.